# Xavier Givaudan
Xavier Givaudan (* 8. Februar 1867 in Caluire; † 16. Juli 1966 in Genf) war ein französischer Unternehmer. 

## Leben
Xavier Givaudan kam am 8. Februar 1867 in Caluire als Sohn des Evariste André Givaudan und der Marie Thérèse Aurore ebenfalls geborene Givaudan zur Welt. Er absolvierte zunächst ein Studium der Pharmazie. In der Folge gründete er 1895 gemeinsam mit seinem Bruder Léon in Zürich die Firma Givaudan, deren Sitz 1898 nach Genf verlegt wurde. Dazu wurde in Vernier ein weiteres Werk errichtet. Givaudan beschäftigte sich mit der Herstellung von pharmazeutischen Produkten, gleichzeitig unterstützte er seinen Bruder bei dessen Forschungen über ätherische Öle und synthetische Riechstoffe.
Nachdem sein Bruder 1914 in Frankreich zum Militärdienst einberufen worden war, wurde ihm die Leitung der Firma Givaudan in Vernier übertragen. 1916 übersiedelte Givaudan nach Genf, wo er als treibende Kraft sowohl des Familienbetriebs als auch der französischen Kolonie der Stadt auftrat. Daneben führte er in den Jahren 1939 bis 1945 den Vorsitz der Société de secours aux familles de mobilisés français. Zudem präsidierte Givaudan die französische Handelskammer in der Schweiz sowie den Vorstand des "Journal français".
Xavier Givaudan war mit Marie geborene Tournaire verheiratet. Er verstarb am 16. Juli 1966 fünf Monate nach Vollendung seines 99. Lebensjahres in Genf.

## Ehrungen
- Xavier Givaudan wurde mit dem Orden eines Kommandeurs der Ehrenlegion ausgezeichnet.
- Xavier Givaudan erhielt die Ehrendoktorwürde der Wirtschafts- und Sozialwissenschaften der Universität Genf.